# Lorenzo Fernández (football)
Pour les articles homonymes, voir Lorenzo Fernández et Fernández.
Lorenzo Fernández, dit El Gallego en français : « Le Galicien », est un joueur de football uruguayen, né le 20 mai 1900 à Redondela et mort le 16 novembre 1973 à Montevideo, mesurant 1,73 m pour 75 kg et ayant occupé le poste de demi-centre.

## Biographie
Né à Redondela en Galice le 20 mai 1900,, Lorenzo Fernández, à l'instar de Pedro Cea, émigre en Uruguay avec sa famille au début du XXe siècle. À 14 ans, Lorenzo commence à jouer au poste de demi-centre au Club Atlético Capurro, fondé par sa famille, tout en travaillant au port de la capitale avec son père et ses nombreux frères. Connu pour sa puissance, ses qualités de meneur, de bravoure et de courage sur le terrain, ainsi que pour son énorme débauche d'énergie, Lorenzo fait ses débuts dans le championnat Terceira Extra (es) en 1921 puis en première division au sein du championnat parallèle sous l'égide de la Federación Uruguaya de Football (es) avec l'Atlético Wanderers en 1923.

L'équipe d'Uruguay championne d'Amérique du Sud en 1926. Fernández est le 2e joueur debout en partant de la gauche.

Le 18 juillet 1925 au Parque Central, Lorenzo Fernández honore sa première cape avec la Celeste contre le Paraguay, dans le cadre de la Coupe Bossio,. Surnommé El Patrón de la cancha en français : « Le Patron du terrain », il participe l'année suivante au Championnat d'Amérique du Sud au Chili et mène son équipe au triomphe en étant le premier maillon d'une solide défense qui n'encaisse que deux buts durant la compétition, sur penalties.
Lors de l'édition suivante au Pérou, Lorenzo Fernández joue le match décisif perdu contre l'Argentine (2–3), aux côtés de José Leandro Andrade et de José Vanzzino. En 1928, l'affront est lavé à Amsterdam où les Uruguayens deviennent champions olympiques aux dépens des Argentins au terme d'une finale rejouée après un premier match nul. Toujours associé à la « Perle noire » Andrade au milieu de terrain, El Gallego, blessé, cède sa place à Juan Píriz pour le second match.
De 1928 à 1932, Lorenzo Fernández forme aux côtés de Gildeón Silva (de) sur la droite et d'Alvaro Gestido à gauche la Cortina Metálica en français : « Grille métallique » de Peñarol, remportant à deux reprises le championnat uruguayen amateur et la première édition du championnat professionnel, au cours de laquelle il marque le 7 août 1932 le premier but dans un classique du football uruguayen de l'ère professionnelle.

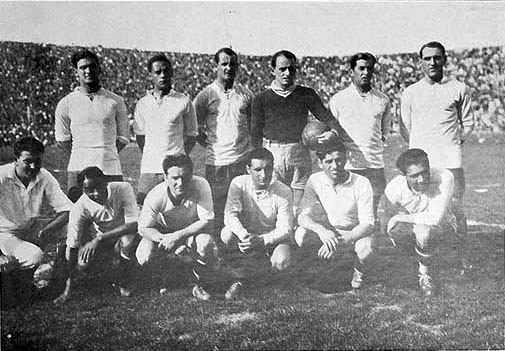
L'équipe d'Uruguay au championnat sud-américain de 1929. Fernández est le 6e joueur debout en partant de la gauche.

Au Championnat d'Amérique du Sud de 1929, Lorenzo Fernández est appelé à remplacer Pedro Cea au poste d'intérieur gauche dans le dispositif en 2–3–5 de la Celeste contre le Pérou et réussit un coup du chapeau (4–1). Néanmoins, l'Argentine prend à nouveau sa revanche (0–2) et remporte la compétition. Huit mois plus tard, Fernández est retenu pour la première édition de la Coupe du monde organisée à Montevideo. À domicile, l'Uruguay peine à battre le Pérou pour son premier match (1–0). Le sélectionneur Alberto Suppici fait alors quatre changements pour le deuxième match face à la Roumanie (4–0) et Fernández conserve sa confiance. Après une demi-finale expédiée face à la Yougoslavie (6–1) malgré un but litigieux d'Anselmo, la Celeste retrouve l'Argentine en finale. Titulaire au centre du terrain, Fernández devient champion du monde à trente ans à la suite d'une victoire uruguayenne (4–2).
En 1935, Lorenzo Fernández est de l'expédition péruvienne qui remporte le championnat sud-américain en ridiculisant l'Argentine en une mi-temps (3–0), match qu'il termine exténué, pour sa dernière apparition internationale,. L'année suivante, Lorenzo rechausse les crampons pour participer à la tournée du River Plate de Montevideo en France. Il est même capitaine lors du match face à une sélection de Paris (1–1) au Parc des Princes, rencontre émaillée par des « bagarres, pugilats, croc-en-jambes, coups de pied méchamment portés à l'adversaire […] » et ponctuée par un changement d'arbitre en seconde mi-temps après que l'arbitre belge a été frappé, ces Uruguayens-là offrant un bien pâle spectacle au public parisien, onze ans après les virtuoses Andrade, Scarone et Petrone. Lorenzo Fernández clôt sa carrière de footballeur en 1939 après une dernière pige au Defensor de Montevideo.

## Palmarès
- 31 sélections en équipe nationale, de 1925 à 1935 (4 buts)
- Champion du monde en 1930
- Champion olympique en 1928
- Champion d'Amérique du Sud en 1926 et 1935
- Champion d'Uruguay en 1923 (Wanderers - égide Fédération uruguayenne), puis 1928 et 1929 (Peñarol - amateurs), et 1932 et 1935 (Peñarol - professionnels)
- Champion Rioplatense (Coupe du Dr Ricardo C. Aldao - face au champion argentin) en 1928 (Peñarol)
- Vainqueur de la Coupe Lipton en 1927 et 1929 (face à l'Argentine)
- Vainqueur de la Coupe Newton en 1929 et 1930 (face à l'Argentine)
- Vice-champion d'Amérique du Sud en 1927